# 洞鬣狗
洞鬣狗（学名：Crocuta crocuta spelaea）是斑鬣狗已滅絕的一個亞種，分佈於伊比利半島至西伯利亞東部。雖然洞鬣狗最初因前後肢的不同而被描述成獨立的物種，但基因分析顯示洞鬣狗與斑鬣狗並沒有DNA的明顯分別。除了洞鬣狗的化石外，一些石洞壁畫亦有發現洞鬣狗。洞鬣狗於約2萬至1萬年前的冰河時期末滅絕，原因仍然未知，但多半認為是氣候變遷以及與其他掠食者競爭造成。

## 描述
洞鬣狗的體型遠大於現存於非洲的斑鬣狗，體重可達 102（225磅），掌骨與跖骨也較短而粗壯，肱骨與股骨則較長，這是為了生活於和斑鬣狗不同的環境所做出的適應。與斑鬣狗同樣為兩性異形，雌性鬣狗體型大於雄性。由一些石洞壁畫可知，洞鬣狗和斑鬣狗一樣具有斑點。
對於洞鬣狗的社交習性只知很少。一般接受牠們都是生活在洞穴中。現時未有顯示牠們是成群生活或是獨自生活的，但更新世環境似乎不可能有成群生活的動物。

### 食性
洞鬣狗像現今的鬣狗般會在巢穴積存獵物的骨頭及角，供日後食用或玩耍，但這些骨頭並不清楚是屬於腐屍的或是被獵殺的動物。就波西米亞岩洞內遺骸的研究顯示，普氏野馬明顯是牠們的獵物，約佔16-51%。洞鬣狗最大的獵物是披毛犀，在很多洞鬣狗的巢穴中都有發現牠們的骨頭及頭顱骨。在一些區域，披毛犀佔其獵物的25-30%。馴鹿亦是另一個重要的食物來源，約佔7-15%。長角野牛及馬鹿分別佔1-6%及3%，其他的亦包括了愛爾蘭麋鹿、臆羚及野山羊則只有少於3%。
一般相信洞鬣狗是將洞熊骨骼拆解及破壞的元兇。這麼大型的腐肉是洞鬣狗的重要食物，尤其是在冬季當食物短缺時。穴獅、狼及貂熊的遺骸亦於洞鬣狗的巢穴發現。另外有證據顯示洞鬣狗有時會同類相食的。

## 與人科的關係

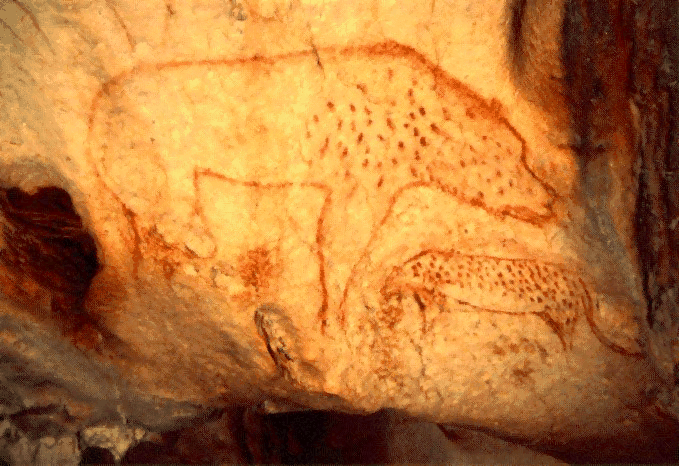
肖維岩洞內的繪畫

有證據指洞鬣狗會偷取尼安德特人的獵物，而牠們亦會為洞穴而競爭，並會取代對方擁有該洞穴。在洞鬣狗的骨頭積存中亦發現有大量的人科骨頭，包括尼安德特人的。現今人類亦會與洞鬣狗並存，估計他們之間亦有相似的關係。

## 外部連結
- 一般歐洲洞鬣狗的頭顱骨